# Spielefest (Wien)
Das Spielefest Wien ist eine jährliche Veranstaltung, auf der Besucher Brett-, Gesellschafts- und Kartenspiele erleben und ausprobieren können. Es fand von 1984 bis 2015 jeweils im November statt, inzwischen jedoch im Sommer über je zwei Tage im Austria Center Vienna. Neuer Veranstalter des Wiener Spielefests ist seit 2024 die Eventagentur Skilled Events und New Media GmbH aus Wien, die die Veranstaltung gleichzeitig mit dem A1 Austrian eSports Festival durchführt. 2024 besuchten rund 21.700 Zuschauer die beiden Veranstaltungen, die auf über 30.000 m² Fläche und vier Ebenen des Austria Center Vienna stattgefunden haben.

## Entwicklung
Im Mittelpunkt des Spielfests steht die Spielothek, bei der Besucher sich aus inzwischen rund 5000 aktuellen Spielen und Klassikern während der Veranstaltung Spiele ausleihen und vor Ort spielen können. Mittlerweile stehen auf der Veranstaltung rund 1.000 betreute Spieltische  und zahlreiche Spielerklärer zur Verfügung. 
Mit rund 70.000 Besuchern (Zahl von 2014) gehörte das Spielefest anfangs zu den größten Veranstaltungen rund um Spiele im deutschsprachigen Raum und weltweit. Es ist kleiner als die Nürnberger Spielwarenmesse und die Internationalen Spieltage (Spiel) in Essen, aber bedeutender als die konzeptionell ähnliche Spielwies’n in München. 
Die Interessensgemeinschaft Spiele (IG Spiele) wurde 1988 als gemeinnütziger Verein gegründet, um einen formalen Veranstalter des Spielefests zu organisieren. Sie ist eng verbunden mit der Wiener Spiele Akademie, die den Spielepreis Spiel der Spiele verleiht, und mit dem Österreichischen Spiele Museum. Außerdem organisiert sie Spielekreise in ganz Österreich und weitere Veranstaltungen zum Thema. Nachdem die IG Spiele ab 2016 die Kosten des Fests in Wien nicht finanzieren konnte, fanden 2017 und 2018 jeweils sieben kleinere Spielfeste in anderen Städten Österreichs statt. 2019 trat das Austria Center Vienna selbst die Nachfolge an und veranstaltete zusammen mit Spielbox und Spiel Doch wieder ein Spielefest in Wien.
Seit 2024 findet das Spielefest Wien nicht mehr im Spätherbst, sondern am 15. und 16. Juni statt – zeitgleich mit dem A1 Austrian eSports Festival. Neuer Veranstalter des Wiener Spielefests ist die Eventagentur Skilled Events und New Media GmbH aus Wien, welche bereits zweimal das größte E-Sport & Gaming-Event Österreichs – das A1 Austrian eSports Festival – im Austria Center Vienna durchgeführt hat und eng mit der österreichischen (online & offline) Gaming Community zusammenarbeitet.
Das nächste Spielefest findet vom 05. – 06. Juli 2025 im Austria Center Vienna statt, erneut gemeinsam mit dem A1 Austrian eSports Festival.